# Deshnoke
Deshnoke är en ort i Indien.   Den ligger i distriktet Bīkāner och delstaten Rajasthan, i den nordvästra delen av landet, 400 km väster om huvudstaden New Delhi. Deshnoke ligger 275 meter över havet och antalet invånare är 16 720.
Terrängen runt Deshnoke är mycket platt, och sluttar norrut. Runt Deshnoke är det ganska tätbefolkat, med 86 invånare per kvadratkilometer. Det finns inga andra samhällen i närheten. Omgivningarna runt Deshnoke är i huvudsak ett öppet busklandskap.